# Alfred G. Fischer
Alfred George Fischer (12 décembre 1920 - 2 juillet 2017) est un géologue germano-américain.

## Biographie
Fischer vient d'une famille germano-américaine. Il est né et grandit en partie en Allemagne. En 1935, à l'âge de 15 ans, il s'installe aux États-Unis et fréquente l'université de Watertown, Wisconsin. Il étudie la géologie à l'Université du Wisconsin à Madison, où il obtient un baccalauréat en 1939 et une maîtrise en 1940.
De 1941 à 1943, il travaille au Virginia Polytechnic Institute. En 1943-44, il est géologue pour Stanolind Oil and Gas au Kansas et de 1944 à 1946 géologue en Floride. En 1947, il enseigne à l'université de Rochester et à partir de 1948 à l'université du Kansas, où il est professeur assistant. En 1950, il obtient un doctorat à l'Université Columbia.
Pendant cinq ans, de 1951 à 1956, il est géologue pétrolier (Senior Geologist) pour Esso au Pérou avant de devenir professeur adjoint en 1956 et professeur en 1963 à l'Université de Princeton. En 1984, il est nommé professeur à l'Université de Californie du Sud à Los Angeles, devenant professeur émérite en 1991. Il est également professeur invité à Innsbruck, Tübingen et Berlin.
Fischer étudie la sédimentologie marine et la faune fossile marine et est l'un des principaux scientifiques du projet de forage en haute mer. Il décrit en 1964 le phénomène de séquences rythmiquement récurrentes de couches de roches sédimentaires dans certaines formations de Keuper des Alpes, découvertes pour la première fois à Dachsteinkalken dans la province de Salzbourg. Dans les années 1970, il propage l'existence de biorythmes globaux dans les archives fossiles et en 1977 le concept de cycles de niveaux bas et élevés de biodiversité dans la faune marine sur 32 millions d'années. En 1982, il se prononce en faveur d'un climat terrestre alternant périodes glaciaires et périodes chaudes grâce au (concept Icehouse-Greenhouse).
Il reçoit une Bourse Guggenheim en 1969, le Prix Leopold-von-Buch-Plakette de la Société géologique allemande en 1972, la Médaille William H.Twenhofel en 1982, la Médaille Lyell  en 1992 et la Médaille Mary Clark Thompson en 2009. En 1994, il est élu membre de l'Académie nationale des sciences des États-Unis .
Il est membre de l'Association américaine pour l'avancement des sciences. Il est titulaire de doctorats honorifiques de l'Université de Tübingen.

## Ouvrages
- The Lofer cyclothems of the alpine Triassic, Kansas State Geol. Surv. Bull. 169, Vol 1, 1964, pp 107–150.
- Gilbert—bedding rhythms and geochronology, dans Ellis Yochelson (Hrsg.) The Scientific Ideas of G. K. Gilbert, Geol. Soc. Am. Spec. Papers 183, 1980, pp 93–104.
- Climatic oscillations in the biosphere, dans M. Nitecki (Herausgeber) Biotic Crises in Ecological and Evolutionary Time, Academic Press, New York, 1981, pp 103–131.
- Climatic rhythms recorded in strata, Annual Reviews, Earth and Planetary Science, Vol 14, 1981, pp 351–367
- Avec D. J. Bottjer, Orbital forcing and sedimentary sequences, Journal of Sedimentary Petrology, Vol 61, 1991, pp 1063–1069
- Avec M. A. Arthur, Secular variations in the pelagic realm, dans H. E. Cook, P. Enos (Hrsg.) Deep Water Carbonate Environments, Soc. Econ. Paleontol. Mineral. Spec. Publ. 25, 1977, pp 18–50
- Avec T. D. Herbert, Stratification-rhythms. Italo-American Studies in the Umbrian facies, Memoria della Societa Geologica Italiana, Vol 31, 1986, pp 45–51
- Avec T. D. Herbert, Milankovitch climatic origin of the mid-cretaceous black-shale rhythms in Central Italy, Nature, Vol 321, 1986, pp 739–743
- Orbital cyclicity in mesozoic strata, in G. Einsele, W. Ricken, A. Seilacher Cycles and events in stratigraphy, Springer 1991, pp 48–62
- Long term climatic oscillations recorded in stratigraphy, in Climate in Earth History: Studies in Geophysics, National Academy of Sciences Press 1982, Online
- Fischer, S. Honjo, Garrison Electron micrographs of limestones and their nannofossils, Princeton University Press 1967
- Fischer, Garrison, Carbonate lithification on the sea floor, J. Geology, Vol 75, 1976, pp 488–496